# Road (Hans Krakou)
Road was van van 1974 tot 1978 een rockformatie uit Leeuwarden met als leadzanger Hans Krakou.
De band werd in november 1974 geformeerd door Frans van den Borg, mede-eigenaar van Muziekcentrum Schaaf en Harry Kootstra. Beiden speelden ervoor in het Trio Ben Mol. In 1975 werd een platencontract verworven bij Negram door bemiddeling van Wobbe van Seijen die eigenaar was van een platenzaak in Leeuwarden.
Hun eerste single, To know that I love you, werd uitgeroepen tot KRO's Kiesschijf en leverde een bescheiden hit op. Het nummer Unchained melody, een cover van The Righteous Brothers, lag goed bij het publiek en verscheen tot driemaal toe op een single: in 1975, 1977 en postuum in 1982. Hun single Budapest bezorgde de band enkele optredens in Hongarije.
De groep werd in december 1978 ontbonden, maar kwam daarna nog wel in andere bezettingen bij elkaar.

## Bezetting
- Hans Krakou, zang
- Frans van den Borg, toetsen
- Arjen Kamminga, drums
- Harry Kootstra, zang en bas
- Frans Span, zang en bas, opvolger Kootstra

## Singles
| Jaar | single                  | Nederlandse Top 40 | Nederlandse Top 40 | Daverende Dertig | Daverende Dertig | opmerking        |
| Jaar | single                  | piek               | weken              | piek             | weken            | opmerking        |
| ---- | ----------------------- | ------------------ | ------------------ | ---------------- | ---------------- | ---------------- |
| 1975 | To know that I love you | Tipparade          | Tipparade          | 27               | 3                | KRO's Kiesschijf |
| 1975 | Unchained melody        | -                  | -                  | -                | -                |                  |
| 1976 | Rio Manzanares          | -                  | -                  | -                | -                |                  |
| 1977 | Budapest                | -                  | -                  | -                | -                |                  |
| 1977 | Unchained melody        | -                  | -                  | -                | -                |                  |
| 1978 | Zeeland 1953            | -                  | -                  | -                | -                |                  |
| 1982 | Unchained melody        | -                  | -                  | -                | -                |                  |